# Gustav Wolff

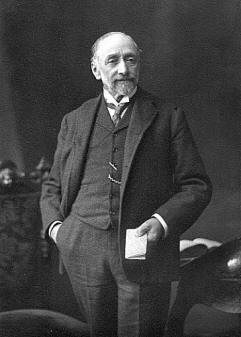

Gustav Wilhelm Wolff (14 de novembro de 1834 – 17 de abril de 1913) foi um construtor de navios e político teuto-britânico, cofundador da Harland and Wolff.